# Eunice Baía
Eunice Barros Baía (Barcarena, 2 de junho de 1990) é uma atriz e estilista brasileira. Ficou conhecida por interpretar Tainá no filme Tainá: Uma Aventura na Amazônia.

## Biografia
Eunice é indígena do povo Baré, Eunice foi escolhida através de uma seleção entre mais de 3000 crianças de todo o Brasil para o papel principal do filme Tainá: Uma Aventura na Amazônia.
Até os sete anos, Eunice morou no Pará, mas depois de ser escolhida para protagonizar o primeiro filme, mudou-se para São Paulo, e morou até adulta com sua tutora Noêmia.
Eunice também é artista visual e criou uma marca de arte indígena chamada Oka. Se formou em design de moda e possui dois filho, Antônio e Aruã. Atualmente, é coordenadora de figurino no Balé da Cidade de São Paulo.

## Filmografia

### Televisão
| Período | Título                             | Personagem |
| ------- | ---------------------------------- | ---------- |
| 2002    | Sítio do Picapau Amarelo           | Maíra      |
| 2007    | Amazônia, de Galvez a Chico Mendes | Ayani      |

### Cinema
| Ano  | Filme                            | Personagem |
| ---- | -------------------------------- | ---------- |
| 2000 | Tainá - Uma Aventura na Amazônia | Tainá      |
| 2004 | Tainá 2 - A Aventura Continua    | Tainá      |
| 2012 | Aguasala                         | Ana        |
| 2021 | Trovão sem chuva                 | Matarepatá |